# あしたはきっと…
『あしたはきっと…』は、2001年公開の日本映画。吹石一恵の初主演映画である。地元関西を中心にスポーツ・青春映画に定評のある三原光尋が監督を務め、挿入曲のピアノ演奏はピアニストの仲道郁代が行っている。

## ストーリー
大阪府羽曳野市を舞台に、ぶどう畑の美しい風景や音楽に乗せて高校生の淡い青春を描いた作品。ひと夏の恋と不思議な出逢いを通じて、１７歳の女の子が成長する姿が爽やかに、ノスタルジックに描かれている。空手部に所属する主人公・水沢夏音を映画初主演となる吹石一恵が好演。
ブレイク前の佐藤隆太や尾野真千子が出演しているほか、劇中では吹石の特技である空手も披露されている。
その後、吹石が出演した三原光尋監督の作品『村の写真集』でも「水沢夏音」という役名が使われた。

## キャスト
- 水沢夏音：吹石一恵
- 谷口高貴：沢木哲
- 葡萄畑の女の子：大島由香里
- 藤野香織：小島美保
- 田中純子：駒勇明日香
- 山埼幸子：和田愛美
- 寺島裕司：佐藤隆太
- 水沢朋花：水瀬亜梨沙
- 水沢邦夫：吉田朝
- 山田果菜：留美
- 水沢千恵：原尚子
- 西沢俊樹：上野真紀夫
- 水沢照野：古川智子
- 坂西恵子：山本真由美
- 田沢ゆき：柏本直子
- 塚本奏子：小泉真由未
- 看護婦：新恵みどり
- 倉持美喜子：尾野真千子

## スタッフ
- 製作：越智常雄、後藤正恵、高野力
- プロデューサー：藤門浩之、福井政文、多井久晃
- 原案：北野勇作、三原光尋
- 脚本：高橋美幸
- 監督：三原光尋
- 撮影：本田茂
- 照明：高坂俊英
- 録音：永口靖
- 編集：宮島竜治
- 音楽：藤田辰也（オリジナルサウンドトラック：シネマ・モンスーン）
- ピアノ演奏：仲道郁代
- 衣装/ヘアメイク：山咲とも
- 製作会社：讀賣テレビ放送株式会社、株式会社IMAGICA、株式会社ワコー、オフィスウェンディ